# Всемирный день почты

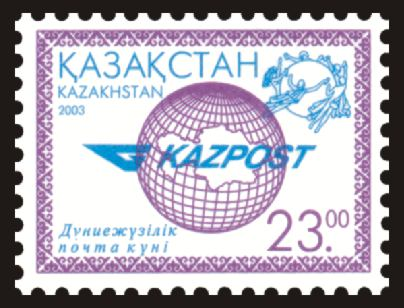
Стандартная марка Казахстана (2003) «Всемирный день почты»(Sc #430)

Всеми́рный день по́чты (на других официальных языках ООН: англ. World Post Day, араб. اليوم العالمي للبريد, ‎исп. Día mundial del correo, кит. 世界郵政日, фр. Journée mondiale de la poste
) — один из ежегодных международных праздников, который установлен Всемирным почтовым союзом (ВПС) в 1969 году.
Отмечается в рамках Недели письма 9 октября. Всемирный день почты включён в перечень Международных дней Организации Объединённых Наций (ООН).

## История основания и проведения

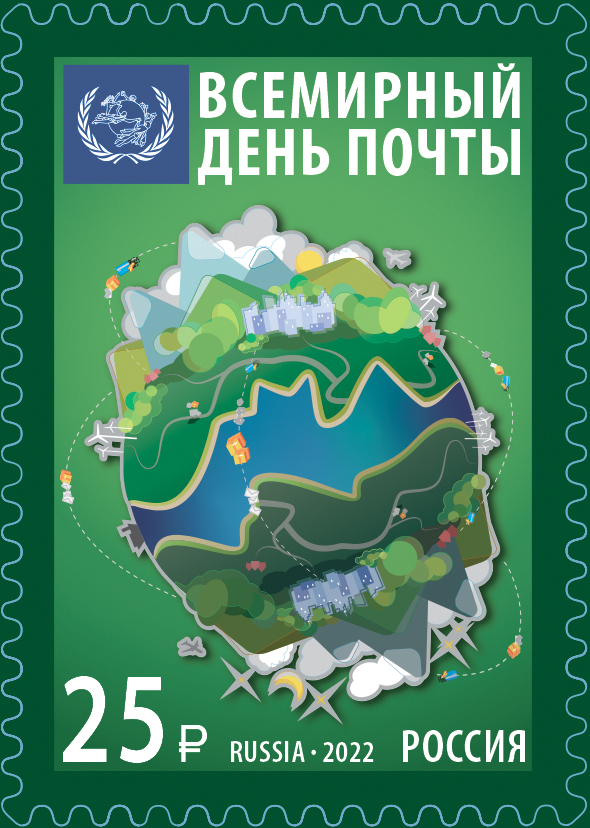
Почтовая марка России 2022 год

В 1939 году на XI Всемирном почтовом конгрессе в Буэнос-Айресе было предложено ежегодно праздновать 9 октября как «День ВПС», поскольку в этот день в 1874 году был основан ВПС, однако это решение не вступило в силу. Аналогичное решение было принято на XVI конгрессе ВПС в Токио (Япония) в 1969 году. Как международный праздник, День ВПС был впервые отмечен в 1970 году. На XIX конгрессе ВПС в Гамбурге в 1984 году название «День ВПС» было изменено на «Всемирный день почты».
Ранее XIV конгрессом ВПС, состоявшимся в 1957 году в Оттаве (Канада), было решено организовать ежегодную Неделю письма — в неделю, на которую приходится 9 октября, то есть Всемирный день почты.
Праздник входит также в систему всемирных и международных дней ООН и призван способствовать популяризации и развитию почтового обслуживания в мире.
В России Указом Президента Российской Федерации в 1994 году учреждён ещё один праздник — День российской почты, отмечаемый во второе воскресенье июля.
В связи со Всемирным днём почты проводятся мероприятия различного характера. Например, в 2005 году в Камеруне проводился футбольный матч между почтовыми работниками и служащими телекоммуникационной компании CAMTEL. Регулярно проводятся мероприятия филателистического характера, как правило, одновременно приуроченные к Неделе письма, — организуются выставки, выпуски почтовых марок в честь Всемирного дня почты, конвертов первого дня, проводятся гашения первого дня и т. п. К примеру, в 2006 году в честь Всемирного дня почты на Архангельском почтамте была открыта выставка почтовых конвертов «Сорочка письма», в Приднестровье состоялось специальное гашение корреспонденции, а в Донецкой области Украины были организованы филателистическая выставка и рейсы баллонной и парашютной почты, во время которых каждый отправленный конверт украшался специальными штемпелями и наклейками.
В 2007 году в этот день в региональных филиалах Почты России состоялось награждение победителей и лауреатов Всероссийского конкурса рисунка почтовой марки «Я рисую алфавит». Конкурс посвящался 150-летию со дня введения в обращение в России первой почтовой марки, а также Году русского языка и истории развития российской почты. Организаторами конкурса стали ФГУП «Почта России», Издательско-торговый центр «Марка» и Союз филателистов России.

## Ежегодные темы Всемирного дня почты
Проведение Всемирного дня почты каждый год посвящено какой-либо теме. Так, в 2004 году темой праздника было «Повсеместное распространение почтовых услуг», а в 2006 году — «Всемирная почтовая сеть: для всех и в каждом городе».